# 德沃里昌斯凯
50°1′33″N 37°45′43″E / 50.02583°N 37.76194°E
德沃里昌斯凯（羅馬化：Dvorichanske）是位于乌克兰东北部的乡村居民点，由哈爾科夫州庫皮揚斯克區的德沃里奇纳市镇管辖。该村面积0.365平方公里，人口351人，人口密度每平方公里961.64人。2020年前，该村地方自治权归属附近的卡米扬卡村委会。

## 地理
德沃里昌斯凯村海拔高度184米，东北距废弃的利霍罗比夫卡村2公里，东南距卡米扬卡村6公里，邻近波波夫谷（烏克蘭語：Попів Яр）溪，村旁还有一片小橡树林。

## 历史
本村始建于1910年。
根据2020年行政区划改革方案，2020年6月12日，该村划归德沃里奇纳市镇。同年7月17日，原德沃里奇纳区解散，该村随德沃里奇纳市镇一同划入哈尔科夫州库皮扬斯克区。
在俄乌战争中，该村于2022年2月24日被俄军占领，同年10月20日获得解放。

## 命名
村名源自于其所在的德沃里奇纳市镇。

## 经济
村经济依赖于村里的一个奶牛场。